# Burgstall (Vienne)
Pour les articles homonymes, voir Burgstall.
 (novembre 2020).
Si vous disposez d'ouvrages ou d'articles de référence ou si vous connaissez des sites web de qualité traitant du thème abordé ici, merci de compléter l'article en donnant les références utiles à sa vérifiabilité et en les liant à la section « Notes et références ».
Le Burgstall est une colline culminant à 295 mètres d'altitude dans l'arrondissement viennois de Döbling.

## Toponymie
Le Burgstall (littéralement « écurie du château ») tire son nom du mot du moyen haut allemand buågšdaő, où le nom désigne un endroit où se trouvait un château.

## Géographie
Le Burgstall est situé dans le quartier de Nussdorf et borde le quartier de Kahlenbergerdorf. Au nord, le Schablergraben sépare le Burgstall du Kahlenbergerdorf et du Leopoldsberg, et au sud-est se trouve le Nussberg.

## Histoire
De nombreuses découvertes prouvent une fortification historique au sud de l'actuel Leopoldsberg.

## Activités
Le Burgstall abrite de nombreux vignobles qui s'étendent dans un emplacement privilégié sur le versant sud-est. Au nord, en revanche, se trouve le lotissement de Jungherrnsteig, et la crête est en partie boisée.